# Montague (Michigan)
Montague város USA Michigan államában, Muskegon megyében. Lakosainak száma 2417 fő (2020. április 1.).

## Népesség
A település népességének változása:
| Lakosok száma | 1297 | 2361 | 2417 |
|               | 1880 | 2010 | 2020 |